# Rafika Boujday
Rafika Boujday (arabe : رفيقة بوجدي), née à Sayada, est une scénariste tunisienne connue pour avoir écrit des scénarios de séries télévisées ramadanesques.

## Carrière
- 2007 : Layali el bidh[2] de Habib Mselmani
- 2008 : Sayd Errim[2] avec Ali Mansour
- 2010 : Casting de Sami Fehri et Saoussen Jemni
- 2012 : Pour les beaux yeux de Catherine[1] de Hamadi Arafa
- 2019 : Awled El Halel de Nasreddine Shili
- 2021 : Awled El Ghoul (ar) de Mourad Ben Cheikh
- 2024 : Arrihène de Mahmoud Kamel